# Helius (Helius) pervenustus
Helius (Helius) pervenustus is een tweevleugelige uit de familie steltmuggen (Limoniidae). De soort komt voor in het Neotropisch gebied.